# Baby LeRoy

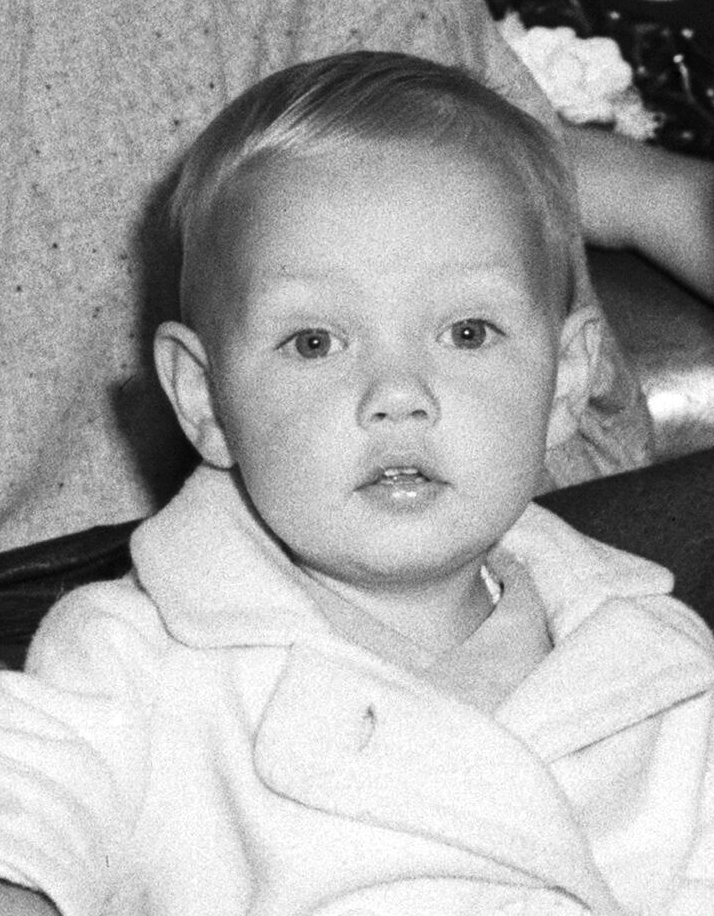
Baby Le Roy bei Vertragsunterzeichnung durch seinen Großvater 1933

Ronald Le Roy Overacker, Künstlername Baby LeRoy, (* 12. Mai 1932 in Los Angeles, Kalifornien, Vereinigte Staaten; † 28. Juli 2001 in Van Nuys, Kalifornien, Vereinigte Staaten) war ein US-amerikanischer Kinderdarsteller, der als Baby bzw. Kleinkind zwischen 1933 und 1935 in zehn Hollywood-Produktionen auftrat.

## Leben und Wirken
Ronald Le Roy Overacker wurde mit nur 16 Monaten von seinem Großvater – selbst seine Mutter war mit ihren 16 Jahren damals noch minderjährig und damit noch nicht voll geschäftsfähig – der US-Filmindustrie angedient und hatte gleich in seinem ersten Film Alles für das Kind den französischen Chansonstar Maurice Chevalier zum Partner. Fortan wurde der blonde, pausbäckige Junge als Sonnenscheinchen „Baby LeRoy“ promoted und in Rollen herziger Knaben (wie etwa an der Seite von Filmmutter Dorothea Wieck in dem Kriminalmelodram Wo ist das Kind der Madeleine F.?) aber auch als nervtötender kleiner Krabbler besetzt.
Vor allem an der Seite von W. C. Fields, einem erwiesenen Misanthropen und Kinderhasser, den das Kleinkind mit seinen infantilen Neckereien zur Weißglut zu bringen hatte, feierte Baby LeRoy im Film große Erfolge und wurde schlagartig zum Kleinkindstar Nr. 1. im Hollywood der frühen 1930er Jahre. Wie überliefert ist, rächte sich Grantler Fields auf mehr oder weniger subtile Weise an dem Baby, wenn es wieder einmal eine Szene “schmiss”: In Tillie and Gus stellte Fields das unerwartet dauerplärrende Baby mit einem in Alkohol getränkten Schnuller ruhig, und in Die gute alte Zeit, wo der kleine Junge Fields mit Vanillecreme bewarf und an seiner Nase zog, trat Fields den Knirps am Ende der Szene mit nicht gespielter Wut in den Hintern. Gegen Ende beider Zusammenarbeiten war Fields derart ermattet von den ihn anstrengenden Extravaganzen des Kleinen, von dem er auch noch behauptet, dass dieser ihm die gemeinsamen „Szenen stehlen“ würde, dass er wüste Verwünschungen gegen Baby LeRoy ausstieß.

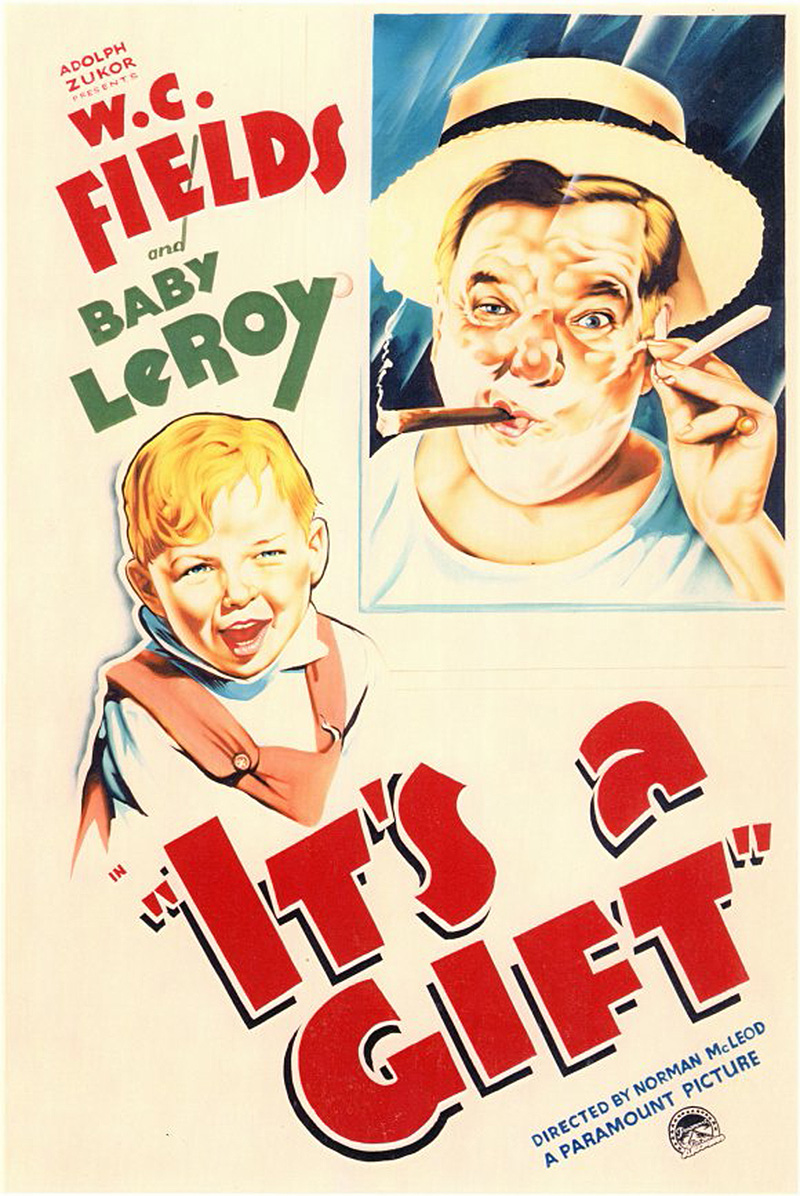
Filmplakat zu Das ist geschenkt mit Baby LeRoy an der Seite von W. C. Fields.

1935 kam Baby LeRoys Filmkarriere nach nur zehn Produktionen weitgehend zum Erliegen, eine kleine Gastrolle als er selbst hatte er noch 1937 in Cinema Circus. 1939 plante man sein Comeback in dem Film The Biscuit Eater, doch Baby LeRoy verkühlte sich am Anfang der Dreharbeiten nach einer Szene, in der er in einen See plumpste, derart, dass er am Folgetag seine Stimme verlor. Man überlegte, die Dreharbeiten bis zu seiner Gesundung auszusetzen, entschied sich dann aber doch dafür, ein anderes Kind, den drei Jahre älteren Billy Lee, mit dem Part zu besetzen. Damit war LeRoys Leinwandlaufbahn endgültig beendet. Der erwachsene Ronald Le Roy Overacker ging zur Handelsmarine und absolvierte 1957 noch einen Kurzauftritt in einer Fernsehshow. Von der Branche weitgehend vergessen, starb der ehemalige Babyfilmstar 2001 im Alter von 69 Jahren.

## Filmografie (komplett)
- 1933: Alles für das Kind (A Bedtime Story)
- 1933: Das flammende Lied (The Torch Singer)
- 1933: Tillie and Gus
- 1933: Alice im Wunderland (Alice in Wonderland)
- 1934: Wo ist das Kind der Madeleine F.? (Miss Fane's Baby is Stolen)
- 1934: Die gute alte Zeit (The Old Fashioned Way)
- 1934: The Lemon Drop Kid
- 1934: Das ist geschenkt (It's a Gift)
- 1935: Ist’s a Great Life
- 1935: Babes in Hollywood
- 1937: Cinema Circus (Gastrolle als er selbst)